# Dendronephthya dofleini
Dendronephthya dofleini är en korallart som beskrevs av Kükenthal 1905. Dendronephthya dofleini ingår i släktet Dendronephthya och familjen Nephtheidae. Inga underarter finns listade i Catalogue of Life.